# Митчелл, Хью Генри
Хью Генри Митчелл (англ. Hugh Henry Mitchell; 9 июня 1770, Дублин — 20 апреля 1817, Лондон) — английский военачальник, известный своим участием в битве при Ватерлоо.

## Биография
Уроженец Дублина. Сын англо-ирландского банкира, члена палаты общин Ирландии Хью Генри Митчелла-старшего и уроженки шотландского Абердина Маргарет Гордон. Его отец понес серьезные финансовые потери в конце 1770-х годов. Сын не проявлял интереса к профессии отца, а вместо этого мечтал о военной карьере.
В 12 лет Хью Генри Митчелл поступил (или был записан) в 101-й пехотный полк в младшем офицерском чине энсина. В июне 1783 года он был произведён в лейтенанты. Служил в Канаде с 1786 по 1796 год. Участвовал в боях против французов во время Египетской экспедиции Наполеона. В 1804 году был произведён в майоры, а в 1805 году в подполковники, занимал должность батальонного командира 26-го пехотного полка. В 1811 году Митчелл возглавил 51-й пехотный полк, а в 1813 году получил чин полковника.
В эти годы Митчелл в составе армии герцога Веллингтона активно участвовал в сражениях Пиренейской войны, в том числе в битве при Саламанке.
Несмотря на незнатное происхождение, Митчелл, видимо, пользовался расположением Веллингтона, и потому быстро продвигался по службе. В 1815 году он получил командование бригадой (4-я бригада 4-й дивизией). Во время сражения при Ватерлоо бригада Митчелла занимала крайний правый фланг и находилась в бою с самого утра, когда французы атаковали ферму Угомон, ставшую одним из основных центров всего сражения.
За свои действия при Ватерлоо Митчелл был возведён в рыцари ордена Бани а также получил орден Святого Владимира от русского царя Александра Первого, который принял решение наградить некоторых особенно отличившихся британских и прусских участников сражения.
Герцог Веллингтон в своей победной депеше отдельно упомянул и похвалил действия Митчелла. Митчелл был одним из всего нескольких офицеров не-генеральского ранга, удостоенных такой чести.
Полковник Митчелл скончался 20 апреля 1817 года в возрасте 46 лет в Лондоне в доме на улице королевы Анны.